# Songgang, Shenzhen
Songgang (kinesiska: 松岗) är ett stadsdelsdistrikt i staden Shenzhen i provinsen Guangdong i sydöstra Kina. Det ligger i stadsdistriktet Bao'an. Antalet invånare vid folkräkningen 2020 var 386 440.